# Fermana Football Club 2023-2024
Questa voce raccoglie le informazioni riguardanti la Fermana Football Club nelle competizioni ufficiali della stagione 2023-2024.

## Stagione
Nella stagione 2023-2024 la Fermana disputa il girone B del campionato di Serie C, raccoglie 31 punti con il penultimo posto, con alle spalle solo l'Olbia. La Fermana non può disputare nemmeno il Play-out con l'Ancona, giunta sedicesima con 42 punti, stante gli undici punti di distacco che impediscono la disputa dello spareggio, quindi retrocede direttamente in Serie D. Così dopo sette stagioni consecutive tra i professionisti la squadra gialloblù scende in Quarta serie. Sono tre i tecnici che cercano l'ennesima salvezza, senza riuscirci. Discreto il contributo in reti del giovane Lorenzo Sorrentino, arrivato dal mercato invernale dal Giugliano, autore di 5 reti in 15 gare disputate. Nella Coppa Italia di Serie C la Fermana viene eliminata nel primo turno nel gruppo C, perdendo malamente (6-1) a Pescara.

## Divise e sponsor
Il fornitore tecnico per la stagione 2023-2024 è Macron. Il back sponsor della maglia è ClinicaLab.
| Casa | Trasferta | Terza divisa |

## Organigramma societario
Area direttiva
- Presidente: Umberto Simoni
- Amministratore Unico e Direttore Generale: Andrea Tubaldi
- Direttore Sportivo: Andrea Galassi
- Segretario Generale: Maurizio Stinco
- Segretario Sportivo-Amministrativo: Antonio Pagliuca
- Club Manager: Walter Matacotta
- Collaboratore tecnico: Luigi Giandomenico

Area comunicazione e marketing
- Responsabile Comunicazione: Roberto Cruciani
- Area Marketing e comunicazione: Lucia Polci
- Responsabile Official Store: Alessandra Iacopini
- Direttore addetto agli ufficiali di gara: Enrico Guidi
- SLO: Rossano Di Biagio
- Speaker: Stefano Castori, Paolo Rocchi
- Delegato per la gestione dell'evento: Orietta Contisciani
- Vicedelegato per la gestione dell'evento: Mauro Cesari

Area sportiva
- Direttore sportivo: Matteo Scala
- Team Manager: Enrico Guidi

Area tecnica
- Allenatore: Stefano Protti
- Vice Allenatore: Paolo Cangini
- Preparatore dei portieri: Federico Agliardi
- Preparatore atletico: Daniele Miraglia
- Match analyst: Claudio Tridici
- Magazzinieri: Childerico Tomassini

Area sanitaria
- Responsabile Sanitario: Dott.sa Valeria Balducci
- Medico sociale: Dott. Lorenzo Tenisci
- Fisioterapista: Marco Minucci
- Massaggiatore: Michele Ioele
- Collaboratore sanitario: Cristian Piergentili
- Nutrizionista: Marco Postacchini

Area Stadio
- Responsabile Controllo Accessi: Stefano Squadrini
- Custode stadio: Eugenio Andrenacci, Maurizio Germani
- Collaboratore: Fabio Giacopetti

## Rosa
| N. |                   | Ruolo | Calciatore           |
| -- | ----------------- | ----- | -------------------- |
| 1  | Italia (bandiera) | P     | Nicola Borghetto     |
| 2  | Italia (bandiera) | D     | Alessandro Eleuteri  |
| 3  | Italia (bandiera) | D     | Francesco Pistolesi  |
| 4  | Italia (bandiera) | D     | Donato De Pascalis   |
| 5  | Italia (bandiera) | D     | Jonathan Spedalieri  |
| 6  | Italia (bandiera) | D     | Federico Fort        |
| 7  | Italia (bandiera) | A     | Riccardo Tilli       |
| 8  | Italia (bandiera) | C     | Christian Scorza     |
| 9  | Italia (bandiera) | A     | Dennis Curatolo      |
| 10 | Italia (bandiera) | C     | Riccardo Pinzi       |
| 11 | Italia (bandiera) | A     | Daniele Paponi       |
| 12 | Italia (bandiera) | P     | Andrea Mancini       |
| 14 | Italia (bandiera) | D     | Emanuele Padella     |
| 15 | Italia (bandiera) | D     | Pietro Santi         |
| 16 | Italia (bandiera) | C     | Tommaso Fontana      |
| 18 | Italia (bandiera) | D     | Manuel Vessella      |
| 19 | Italia (bandiera) | D     | Nicolò Biral         |
| 20 | Italia (bandiera) | C     | Manuel Giandonato () |
| 21 | Italia (bandiera) | A     | Lorenzo Grassi       |

| N. |                   | Ruolo | Calciatore         |
| -- | ----------------- | ----- | ------------------ |
| 22 | Italia (bandiera) | P     | Alessio Furlanetto |
| 23 | Italia (bandiera) | C     | Stefano Palmucci   |
| 24 | Italia (bandiera) | C     | Jacopo Gianelli    |
| 25 | Italia (bandiera) | D     | Ciro Esposito      |
| 26 | Italia (bandiera) | C     | Gianvito Misuraca  |
| 27 | Italia (bandiera) | D     | Marco Calderoni    |
| 30 | Italia (bandiera) | C     | Lorenzo Laverone   |
| 34 | Italia (bandiera) | D     | Andrea Gasbarro    |
| 69 | Italia (bandiera) | A     | Mattia Montini     |
| 70 | Italia (bandiera) | A     | Mauro Semprini     |
| 87 | Italia (bandiera) | A     | Mohamed Benkhalqui |
|    | Italia (bandiera) | A     | Lorenzo Sorrentino |
|    | Italia (bandiera) | A     | Simone Condello    |
|    | Italia (bandiera) | D     | Filippo Fiumanò    |
|    | Italia (bandiera) | C     | Ousmane Niang      |
|    | Italia (bandiera) | A     | Elia Petrelli      |
|    | Italia (bandiera) | A     | Davide Marcandella |
|    | Italia (bandiera) | C     | Nicola Malaccari   |
|    | Italia (bandiera) | D     | Ivan De Santis     |

## Risultati

### Serie C

#### Girone di andata
| Arbitro: | Marotta (Sapri) |

|                                               |           |  |
| Capello 40’ Calderoni 46’ (aut.) Palmieri 62’ | Marcatori |  |

| Arbitro: | Angelillo (Nola) |

|             |           |  |
| Montini 64’ | Marcatori |  |

| Gubbio 16 settembre 2023, ore 20:45 CEST 3ª giornata | Gubbio             | 0 – 0 referto | Fermana | Stadio Pietro Barbetti (1043 spett.)\| Arbitro: \| Bozzetto (Bergamo) \| |
| Arbitro:                                             | Bozzetto (Bergamo) |               |         |                                                                          |

| Arbitro: | Ubaldi (Roma 1) |

|  |           |                  |
|  | Marcatori | 58’ D. Giampaolo |

| Arbitro: | Sifra (Pordenone) |

|  |           |                                           |
|  | Marcatori | 2’, 41’ Corazza 34’ Shpendi 79’ Chiarello |

| Arbitro: | Longo (Cuneo) |

|                           |           |                           |
| Pucciarelli 19’ Sylla 61’ | Marcatori | 35’ Semprini 44’ Curatolo |

| Arbitro: | Castellone (Napoli) |

|  |           |                  |
|  | Marcatori | 14’ Lisi 54’ Paz |

| Ferrara 15 ottobre 2023, ore 18:30 CEST 8ª giornata | SPAL               | 0 – 0 referto | Fermana | Stadio Paolo Mazza (6320 spett.)\| Arbitro: \| Maccarini (Arezzo) \| |
| Arbitro:                                            | Maccarini (Arezzo) |               |         |                                                                      |

| Arbitro: | Mucera (Palermo) |

|  |           |                      |
|  | Marcatori | 9’ Mosti 40’ Santini |

| Arbitro: | Mazzoni (Prato) |

|                         |           |             |
| Ragatzu 65’ Dessena 86’ | Marcatori | 12’ Montini |

| Arbitro: | Sacchi (Macerata) |

|              |           |              |
| Misuraca 40’ | Marcatori | 20’ Clemente |

| Arbitro: | Manzo (Torre Annunziata) |

|                           |           |  |
| Volpicelli 59’ Chakir 85’ | Marcatori |  |

| Arbitro: | Restaldo (Ivrea) |

|                              |           |  |
| Forte 44’, 87’ Margiotta 71’ | Marcatori |  |

| Arbitro: | Di Cicco (Lanciano) |

|                          |           |                        |
| Montini 58’ Misuraca 72’ | Marcatori | 25’, 60’, 74’ Guccione |

| Arbitro: | Rispoli (Locri) |

|           |           |  |
| Morra 35’ | Marcatori |  |

| Arbitro: | Galipò (Firenze) |

|              |           |            |
| Misuraca 15’ | Marcatori | 56’ Ruocco |

| Lucca 10 dicembre 2023, ore 14:00 CEST 17ª giornata | Lucchese         | 0 – 0 referto | Fermana | Stadio Porta Elisa (1962 spett.)\| Arbitro: \| Pacella (Roma 2) \| |
| Arbitro:                                            | Pacella (Roma 2) |               |         |                                                                    |

| Arbitro: | Ursini (Pescara) |

|                          |           |            |
| Santi 82’ Giandonato 88’ | Marcatori | 55’ Guerra |

| Arbitro: | Vergaro (Bari) |

|             |           |              |
| Vergani 60’ | Marcatori | 90+4’ Grassi |

#### Girone di ritorno
| Fermo 6 gennaio 2024, ore 16:15 CEST 20ª giornata | Fermana                      | 0 – 0 referto | Carrarese | Stadio Bruno Recchioni (1065 spett.)\| Arbitro: \| Rinaldi (Bassano del Grappa) \| |
| Arbitro:                                          | Rinaldi (Bassano del Grappa) |               |           |                                                                                    |

| Arbitro: | Ceriello (Chiari) |

|                                                    |           |  |
| Ianesi 35’ Guidi 68’ Ignacchiti 71’ Provenzano 90’ | Marcatori |  |

| Arbitro: | Angelillo (Nola) |

|  |           |                         |
|  | Marcatori | 55’ Di Massimo 71’ Udoh |

| Arbitro: | Renzi (Pesaro) |

|                     |           |                                  |
| Sbaffo 90+4’ (rig.) | Marcatori | 23’ Misuraca 25’ Scorza 35’ Fort |

| Arbitro: | Vingo (Pisa) |

|             |           |  |
| Shpendi 83’ | Marcatori |  |

| Arbitro: | Delrio (Reggio Emilia) |

|  |           |                     |
|  | Marcatori | 15’, 45+3’ Karlsson |

| Arbitro: | Drigo (Portogruaro) |

|              |           |  |
| Seghetti 85’ | Marcatori |  |

| Arbitro: | Gigliotti (Cosenza) |

|                    |           |              |
| Carraro 37’ (aut.) | Marcatori | 63’ Dalmonte |

| Arbitro: | Bozzetto (Bergamo) |

|                |           |            |
| Giovannini 64’ | Marcatori | 90+3’ Fort |

| Arbitro: | Costanza (Agrigento) |

|                                    |           |                           |
| Sorrentino 13’ Giovinco 60’ (rig.) | Marcatori | 18’ Ragatzu 90+5’ La Rosa |

| Arbitro: | Zoppi (Firenze) |

|                          |           |                |
| Spagnoli 47’ (rig.), 52’ | Marcatori | 90’ Sorrentino |

| Arbitro: | Nigro (Prato) |

|                |           |                |
| Petrungaro 19’ | Marcatori | 18’ Germinario |

| Arbitro: | Cavaliere (Paola) |

|                |           |           |
| Petrungaro 51’ | Marcatori | 22’ Forte |

| Arbitro: | Catanzaro (Catanzaro) |

|                        |           |  |
| Catanese 30’ Gucci 71’ | Marcatori |  |

| Arbitro: | Bordin (Bassano del Grappa) |

|                                   |           |                       |
| Sorrentino 9’, 71’ Giandonato 40’ | Marcatori | 14’ Gigli 27’ Garetto |

| Arbitro: | Colaninno (Nola) |

|            |           |                                  |
| Scotto 31’ | Marcatori | Giandonato 19’ (rig.) Paponi 35’ |

| Arbitro: | Caldera (Como) |

|                        |           |            |
| Paponi 19’ Niang 90+5’ | Marcatori | 16’ Yeboah |

| Arbitro: | Gigliotti (Cosenza) |

|                      |           |                |
| Guerra 15’ Nonge 80’ | Marcatori | Sorrentino 44’ |

| Arbitro: | Crezzini (Siena) |

|                |           |                                     |
| Giandonato 86’ | Marcatori | 27’ Merola 43’ Franchini 49’ Milani |

### Coppa Italia Serie C
| Arbitro: | Allegretta (Molfetta) |

|                                                                   |           |             |
| Manu 23’, 53’ Cangiano 38’ Tommasini 71’ Accornero 79’ Merola 82’ | Marcatori | 22’ Fontana |

## Statistiche

### Statistiche di squadra
| Competizione         | Punti | In casa | In casa | In casa | In casa | In casa | In casa | In trasferta | In trasferta | In trasferta | In trasferta | In trasferta | In trasferta | Totale | Totale | Totale | Totale | Totale | Totale | D.R. |
| Competizione         | Punti | G       | V       | N       | P       | Gf      | Gs      | G            | V            | N            | P            | Gf           | Gs           | G      | V      | N      | P      | Gf     | Gs     | D.R. |
| -------------------- | ----- | ------- | ------- | ------- | ------- | ------- | ------- | ------------ | ------------ | ------------ | ------------ | ------------ | ------------ | ------ | ------ | ------ | ------ | ------ | ------ | ---- |
| Serie C              | 6     | 4       | 1       | 0       | 3       | 1       | 7       | 4            | 0            | 3            | 1            | 2            | 5            | 8      | 1      | 3      | 4      | 3      | 12     | -9   |
| Coppa Italia Serie C | -     | 0       | 0       | 0       | 0       | 0       | 0       | 1            | 0            | 0            | 1            | 1            | 6            | 1      | 0      | 0      | 1      | 1      | 6      | -5   |
| Totale               | -     | 4       | 1       | 0       | 3       | 1       | 7       | 5            | 0            | 3            | 2            | 3            | 11           | 9      | 1      | 3      | 5      | 4      | 18     | -14  |

### Andamento in campionato
| Giornata  | 1 | 2 | 3 | 4 | 5 | 6 | 7 | 8 | 9 | 10 | 11 | 12 | 13 | 14 | 15 | 16 | 17 | 18 | 19 | 20 | 21 | 22 | 23 | 24 | 25 | 26 | 27 | 28 | 29 | 30 | 31 | 32 | 33 | 34 | 35 | 36 | 37 | 38 |
| --------- | - | - | - | - | - | - | - | - | - | -- | -- | -- | -- | -- | -- | -- | -- | -- | -- | -- | -- | -- | -- | -- | -- | -- | -- | -- | -- | -- | -- | -- | -- | -- | -- | -- | -- | -- |
| Luogo     | T | C | T | C | C | T | C | T |   |    |    |    |    |    |    |    |    |    |    |    |    |    |    |    |    |    |    |    |    |    |    |    |    |    |    |    |    |    |
| Risultato | P | V | N | P | P | N | P | N |   |    |    |    |    |    |    |    |    |    |    |    |    |    |    |    |    |    |    |    |    |    |    |    |    |    |    |    |    |    |

Legenda:

Luogo: C = Casa; T = Trasferta. Risultato: V = Vittoria; N = Pareggio; P = Sconfitta.